# Cospas-Sarsat
COSPAS-SARSAT, Satelitarny system poszukiwania i ratowania, przeznaczony do lokalizacji radiopław awaryjnych, nadających na częstotliwościach 406 MHz. System pozwala organizacjom Poszukiwania i Ratowania na prowadzenie akcji gdy powstanie niebezpieczeństwo na lądzie, wodzie lub w powietrzu. 
System uzyskał pełną gotowość w 1985 roku i powstał po połączeniu dwóch systemów:
- Radzieckiego COSPAS Satelitarny System Poszukiwania Statków, "Kosmiczeskaja Sistiema Poiska Awarijnych Sudow" (ros. Космическая Система Поиска Аварийных Судов)[1].
- Utworzonego przez USA, Kanadę i Francje SARSAT Satelitarny System do Poszukiwania i Ratowania "Search and Rescue Satellite - Aided Tracking"

## Budowa systemu i sposób działania
System składa się z trzech podstawowych części:
1. Satelitarnej Radiopławy Awaryjnej służącej do wysyłania sygnałów do satelity
  - Na morzu EPIRB Emergency Position Indicating Radio Beacon
  - W lotnictwie ELT Emergency Locator Transmitter
  - Na lądzie  PLB Personal Locator Beacon
2. Stacji odbiorczych LUT Local User Terminal, umieszczonych na całym świecie w różnych miejscach, zdolnych do odbioru informacji z satelitów i określania pozycji radiopławy za ich pomocą
3. Centrum kierowania systemem MCC Mission Control Center

Satelity odbierają sygnał od radiopławy, a następnie dokonują obróbki informacji w nim zawartych oraz zależnie od rodzaju satelity dokonują pomiaru przesunięcia dopplerowskiego. Informacja z satelity jest przekierowana do stacji naziemnej LUT, która określa pozycje nadajnika. Później informacja o niebezpieczeństwie i pozycja radiopławy jest wysyłana do służb ratowniczych.  

## Segment Satelitarny
System aktualnie korzysta z trzech typów satelitów zwanych systemami. Są to:
- Satelity krążące po niskich orbitach biegunowych, System LEOSAR
- Satelity na orbitach geostacjonarnych, System GEOSAR
- Satelity krążące po średnich orbitach biegunowych MEOSAR

## LEOSAR
W tym systemie są niskoorbitalne satelity krążące po orbitach biegunowych. Pozycja radiopławy określana jest za pomocą Efektu Dopplera. Satelita odbiera sygnał z radiopławy i dokonuje pomiaru przesunięcia dopplerowskiego, po czym opracowuje dane, obrabia i sortuje cyfrową informacje znajdującą się w sygnale. Odebranej informacji przypisany jest znacznik czasu. Następnie satelita przekazuje informacje do dowolnej stacji LUT, która znajduje się w jego widzialności. Satelita również zapamiętuje tą informacje i może ją przekazać w późniejszym czasie do innej stacji, dzięki temu system ma globalne pokrycie i nadajnik może zostać zlokalizowany przez dowolną stacje LUT, niestety z dodatkowym opóźnieniem związanym z wzajemną "widzialnością" satelity i danej stacji naziemnej. 

## GEOSAR
Satelity w tym systemie są geostacjonarne. Ich rzut na równik Ziemi jest stały, co oznacza stałą długość geograficzną satelity. Dzięki takiemu rozwiązaniu taki orbiter jest ciągle w zasięgu stacji naziemnej LUT. Eliminuje to opóźnienie związane z wzajemną widocznością satelity i stacji lądowej. Pozycja nadajnika w takim systemie nie może być określana za pomocą efektu Dopplera. Radiopława musi być zlokalizowana poprzez informacje którą wysyła. Może mieć pozycje wpisaną ręcznie, wbudowany odbiornik GPS, lub automatycznie sczytywać pozycje z mostku nawigacyjnego. 

## MEOSAR
Te satelity krążą wokół Ziemi na wysokości od 19 000 do 24 000 km, co jest uważane za średnią orbitę Ziemi. System ten ma uzupełniać systemy LEOSAR i GEOSAR. Nowo wystrzeliwane satelity systemów GPS, Galileo, GLONAS i BeiDou odbierają sygnały z radiopław awaryjnych i przekierowują do stacji LUT. 